# Russisch oorlogsschip, val dood (postzegel)

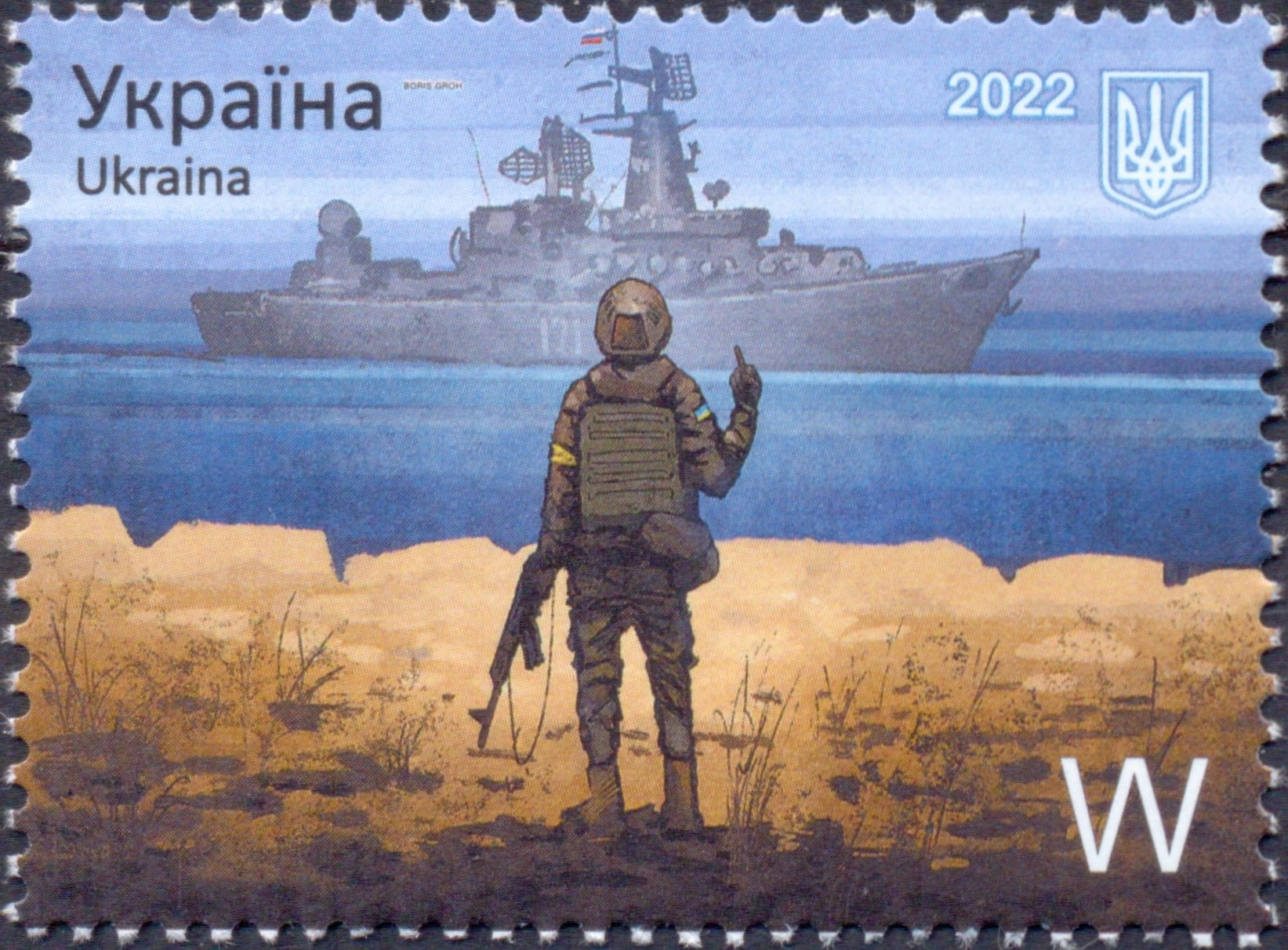
Oekraïense postzegel met het Russisch oorlogsschip en de reagerende soldaat, 2022.

"Russisch oorlogsschip, val dood" is een postzegel uitgegeven door de Oekraïense postdienst Ukrposhta. Uitgegeven op 12 april 2022, herdenkt het een incident tijdens de Russische invasie van Oekraïne. Eind februari 2022 waren het oorlogsschip Moskva en de patrouilleboot Vasily Bykov het Oekraïense Slangeneiland in de Zwarte Zee genaderd. Oekraïense soldaten op het eiland weigerden zich over te geven en antwoordden: "Russisch oorlogsschip, val dood!"

## Omschrijving
Op 8 maart schreef de Oekraïense postdienst een wedstrijd uit om dit incident in beeld te brengen, waarbij het ontwerp van kunstenaar Boris Groh de meeste stemmen kreeg.
Op de postzegel staat een tekening van een Oekraïense soldaat die de middelvinger opsteekt naar de 'Moskva'. Het speciale poststempel bij de postzegel toont de contouren van Slangeneiland. Daar, en op de bijpassende envelop, staat het begin van het gezegde dat zeer populair is geworden. De postzegel is verkrijgbaar in een binnenlandse en een buitenlandse versie. President Zelensky liet zich met de postzegels fotograferen en merkte op dat Russische oorlogsschepen maar in één richting zouden moeten varen.
De soldaat van wie het radiobericht met het onbeschofte antwoord afkomstig zou zijn, is Roman Hrybov. Hij en het hoofd van het Oekraïense postkantoor, Ihor Smyljanskyj, ondertekenden de eerste speciale enveloppen met de postzegels op het hoofdpostkantoor in Kiev.
Op 14 april 2022, twee dagen na het verschijnen van de postzegel, werd bekend dat het vlaggenschip is gezonken in de Zwarte Zee mogelijk als gevolg van een raketaanval, dan wel door een brand aan boord.